# Sankt Lorenz
Sankt Lorenz är en ort och kommun i Österrike. Den ligger i distriktet Vöcklabruck i förbundslandet Oberösterreich, 230 kilometer väster om huvudstaden Wien. 
Kommunen består av tre orter (Ortschaften) (inom parentes invånarantal 1 januari 2024):
- Keuschen (928)
- St. Lorenz (1 662)
- Scharfling (62)